# Satcom C3
O Satcom C3 foi um satélite de comunicação geoestacionário construído pela GE Astro, ele está localizado na posição orbital de 79 graus de longitude oeste e era operado pela RCA Americom (posteriormente renomeada para GE Americom, SES Americom e SES World Skies atual divisão da SES). O satélite foi baseado na plataforma AS-3000 e sua vida útil estimada era de 15 anos. O mesmo saiu de serviço em outubro de 2010 e foi enviado para uma órbita cemitério.

## Lançamento
O satélite foi lançado com sucesso ao espaço no dia 10 de setembro de 1992, por meio de um veiculo Ariane-44LP H10+, lançado a partir do Centro Espacial de Kourou, na Guiana Francesa, juntamente com o satélite Hispasat 1A. Ele tinha uma massa de lançamento de 1.169 kg.

## Capacidade e cobertura
O Satcom C3 era equipado com 24 (mais 4 de reserva) transponders em banda C cobrindo território continental dos Estados Unidos.